# Ebrahim Hakimi
Ebrahim Hakimi (en persan : ابراهیم حکیمی), né à Tabriz en 1871 (possiblement le 15 août) et mort à Téhéran le 19 octobre 1959, est un homme politique iranien. Il a été de nombreuses fois ministre et trois fois Premier ministre.

## Biographie
Après des études primaires et secondaires à Tabriz, Ebrahim Hakimi a suivi un enseignement de français et de sciences naturelles à l'institut Dar ol-Fonoun de Téhéran de 1889 à 1892. Il obtient grâce à l'influence de son oncle, médecin du prince Mozaffaredin Mirza, l'autorisation de voyager à l'étranger et se rend à Paris en 1894 pour y étudier la médecine. Il y reste neuf ans et épouse une Française. Il est présenté à Mozaffaredin Chah par son oncle lors du voyage du monarque en Europe. Il se joint alors à l'entourage royal avec lequel il rejoint la Perse en 1902, sans sa femme qui refuse de l'y suivre. Il épousera ensuite sa cousine. Il devient médecin du roi à la mort de son oncle.
Il se livre à de nombreuses activités politiques, est membre du parlement et occupe de nombreux postes à différents ministères, jusqu'à l'arrivée au pouvoir de Reza Chah, à partir de laquelle il se replie vers la médecine et l'écriture.
Il revient en politique sous le règne de Mohammad Reza Chah, au cours duquel il est par trois fois Premier ministre.